# 쇼트리지자유꼬리박쥐
쇼트리지자유꼬리박쥐(Chaerephon shortridgei)는 큰귀박쥐과에 속하는 박쥐의 일종이다. 주로 보츠와나와 콩고민주공화국, 남아프리카공화국, 잠비아 그리고 짐바브웨에서 발견된이다. 자연 서식지는 아열대 또는 열대 기후 지역의 건조 사바나와 습윤 사바나 지역이다. 서식지 감소로 위협을 받고 있다.